# Robert Nivelle
Robert Georges Nivelle (15. října 1856 Tulle – 22. března 1924 16. pařížský obvod) byl francouzský dělostřelecký důstojník, který sloužil v Boxerském povstání a v 1. světové válce. Byl velitelem a organizátorem polního dělostřelectva. S důstojníkem Philippe Pétainem velel francouzské druhé armádě v bitvě u Verdunu, kde francouzská armáda zvítězila.
Po úspěších u Verdunu byl v prosinci 1916 povýšen a na západní frontě se ujal velení francouzské armády. Později byl zodpovědný za tzv. Nivellovu ofenzívu, ve které francouzská a britská armáda neuspěla při útoku u Chemin des Dames. Po této ofenzívě byl odvolán a nahrazen Philippe Pétainem. Územní zisky na francouzském úseku fronty byly malé. Výsledkem této ofenzívy bylo zmařených 230 tisíc britských a francouzských životů a 200 tisíc německých životů.